# Diplomatie byzantine

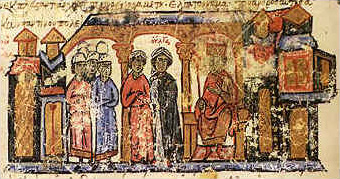
Visite d’Olga, mère du roi Sviatoslav à Constantinople (Chronique de Jean Skylitzès).

La diplomatie byzantine, beaucoup plus que la force de ses armées, explique, en bonne partie, la survie millénaire de l’empire face aux menaces que représentent ses nombreux ennemis : elle se base sur un judicieux mélange de pression militaire, d’intelligence politique, de corruption et de propagande religieuse.
Elle recueille d'abord soigneusement toutes les informations sur les peuples qui l'entourent ou se disposent à envahir ses frontières provenant de ses émissaires, de ses militaires, de ses marchands et de ses missionnaires.
Au sein de la bureaucratie de Constantinople, le « bureau des barbares » recueille soigneusement les notes et informations sur les peuples étrangers, désignés (sauf pour les Persans et les Arabes qui jouissent d’un statut supérieur) du terme "τά έθνη", l’équivalent de l’ancien romain « gentes » ou « ces peuples (avec une nuance de mépris) »,.
Les termes désignent, aux VIe siècle et VIIe siècle les peuples germaniques (Vandales, Wisigoths, Ostrogoths, Lombards et Francs) et slaves ou ouralo-altaïques (Croates, Serbes, Bulgares, Huns et Avars) ainsi que les Persans et plus tard les Arabes ; au Xe siècle ce sont les Khazars, Petchénègues, Hongrois (appelés Turcs par les Byzantins). S'y ajoutent progressivement des États en voie de se constituer, comme les Royaumes Francs puis l'Empire Carolingien (la Francie), qui va devenir le Saint-Empire romain et le Royaume de France, les autres principautés européennes de Méditerranée, surtout les États italiens (Venise, Pise, Amalfi, Gênes). À la fin du XIIIe siècle et au début du XIVe siècle, elle inclut également une alliance avec l’Empire mongol.
Sauf sous quelques empereurs, elle préfère éviter les conflits militaires et, privilégiant la voie diplomatique, développe divers moyens légaux, culturels et commerciaux qui lui permettent de tisser un réseau d’États alliés où chaque peuple trouve sa place dans un monde où, conformément à la vision byzantine du monde, ceux-ci gravitent autour d’un empereur chargé de la mission de diriger « le monde habité » ou « oikoumène », reflet de l’ordre que Dieu fait régner dans les cieux, vision du monde que Dimitri Obolensky appelle « le commonwealth byzantin ».

## Principes et méthodes de la diplomatie byzantine
.

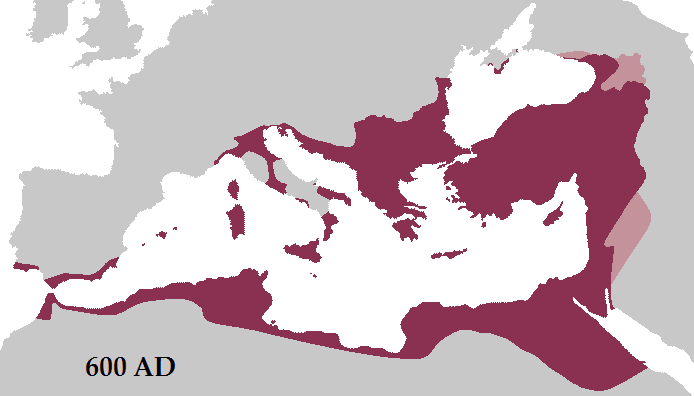
L’empire byzantin vers 600

Comprendre les principes directeurs et les méthodes employées par la diplomatie byzantine exige de rappeler d’abord sa conception du monde. Pour les Byzantins, l'organisation politique du monde (l’oikoumène) doit reproduire sur terre l'harmonieuse organisation céleste. Elle se veut par conséquent partie du plan de Dieu et doit aider au salut des hommes en attendant la seconde venue du Christ lorsque le monde matériel va disparaitre pour faire place au monde spirituel. Cela implique également l’union très intime existant entre État et Église. C'est ainsi que  Constantin VII Porphyrogénète, prodiguant ses conseils à son fils, écrit dans son livre sur l'administration de l’empire : « De la sorte, puisse le pouvoir impérial s'exerçant  avec ordre et mesure, reproduire le mouvement harmonieux que le Créateur donne à tout cet Univers et [l’Empire] apparaitre à nos sujets plus majestueux et, par là même, plus agréable et plus admirable".
En découlent trois principes fondamentaux sur lesquels s'appuie la politique étrangère de l’Empire.

### Les principes de la diplomatie byzantine
Un principe essentiel de l'idéologie impériale byzantine repose dans l'universalisme, directement inspiré de l'Empire romain. Il se complète de l'œcuménisme, d'essence chrétienne. Ces deux principes impliquent que l'Empire byzantin se conçoit comme le seul Empire légitime dont le souverain, comme le rappelle Agathias, est amené à régner sur l'ensemble du monde civilisé ou oikoumène.
Dans ses relations avec ses voisins, l'Empire se pense donc supérieur, ce qui s'incarne dans le terme de kosmocratôr, attaché à l'empereur, soit « Maître du monde ».
Ce principe théorique de domination est nécessairement confronté à la réalité.
Déjà, sous l'Empire romain, l'empereur ne peut prétendre gouverner au-delà des frontières.
Sous l'Empire byzantin, le rétrécissement territorial est un véritable défi à la prétention universaliste, même si celle-ci ne disparaît pas : elle constitue un arrière-plan à la politique extérieure de l'Empire mais s'adapte aux réalités. Elle s'incarne par exemple dans la proskynèse imposée aux ambassadeurs étrangers quand ils se présentent devant l'empereur.
Au-delà, l'Empire est placé au centre d'un réseau plus ou moins lâche d'Etats ou de territoires. Dans son ouvrage cardinal, Obolensky utilise le terme de « Commonwealth » pour désigner cet ensemble d’États subordonnés où chaque nation a sa place dans une hiérarchie qui tient compte de l’excellence de sa culture, du degré d’indépendance politique dont jouit son prince, des ressources militaires dont dispose celui-ci et des services que cette nation peut rendre à l’empire.
Au travers de cette vision, c'est le souci byzantin de l'ordre, la taxis, qui apparaît : ordre du monde, cosmos, monde ordonné et harmonieux par opposition au chaos . En matière chrétienne, le rôle de l'Empereur, lieutenant de Dieu sur terre, implique là aussi une supériorité morale, même si Anthony Kaldellis souligne que l'Empereur n'a pas de prétention à être le chef de tous les Chrétiens. Pour autant, comme l'écrit Eusèbe de Césarée, l'Empire romain et l'Empire chrétien ont vocation à se confondre dans une vision du monde où l'Empire byzantin est au centre, investi d'une forme de supériorité culturelle.
Cherchant d’abord à défendre ses frontières, Byzance s'attache les peuples voisins, pacifiques ou menaçants, au moyen de traités prenant la forme d'un chrysobulle spécifiant les engagements des deux parties. Ces traités rappellent les alliances semblables conclues par les Romains avec les peuples barbares, faisant d'eux des foederati ou alliés de Rome, comportant des obligations de protection réciproque.
Ce genre de traité spécifie combien de soldats les nouveaux vassaux s'engagent à fournir à l’empire : 6000 Varègues en fonction du traité passé entre Vladimir de Russie et Basile II en 987, 2000 Serbes pour les guerres d’Europe et 500 pour les guerres d’Asie au terme du traité passé entre Manuel Comnène et le joupan de Rascie en 1150. Certains vassaux sont plus particulièrement chargés de la garde des frontières de l’empire, comme les chefs arméniens établis dans l’empire au XIe siècle. Ces contributions impliquent quelque contrepartie financière : ainsi 700 Rus' ayant participé à une expédition contre la Crète sont rémunérés 7 200 nomismata.
Outre les contributions aux intervenants, l'empereur assure généralement à son nouveau vassal une pension (roga) et des indemnités annuelles.
2. La conviction de leur supériorité culturelle qui se traduit par le terme de « barbares » employé pour décrire les autres peuples, qui est un héritage de la culture grecque.
Les termes utilisés dans les traités trahissent la supériorité dont se sentent imbus les Byzantins.
L'empereur est désigné comme le « père » de ces nations, sauf pour les Persans — remplacés plus tard par les Arabes — et dont les chefs sont qualifiés de « frères », les deux empires se considérant comme les seuls civilisés face aux peuples barbares.
Son nom précède toujours celui du chef auquel il s’adresse (sauf dans le cas des Persans) et souvent il exige des États vassaux la δουλεία (douléia) ou obéissance propre aux esclaves (δουλοι, douli).
En revanche, les chefs de ces peuples se voient conférer des titres empruntés à la cour de Byzance, qui, s'ils flattent leur vanité, créent un lien de dépendance en indiquant le rang que tiendrait ce peuple au sein de l’oikoumène dirigée par l’empereur.
En témoigne la joie de Clovis de recevoir le titre de consul des mains d'Anastase Ier.
Même le doge de Venise, à un moment où l'ancienne colonie s'est manifestement affranchie des liens de dépendance à l'endroit de l'ancienne métropole, reçoit le titre de protosébaste, l'un des plus élevés de la nouvelle nomenclature d'Alexis Ier, après la victoire navale des Vénitiens sur les Normands en 1082.
De même, Stefan Nemanja reçoit le titre de sébastocrate, la seconde dignité de l'Empire, alors qu'il cherche à établir l’autonomie de la Serbie face à Byzance.
Cet appât est également utilisé avec les croisés par le parallèle pouvant  être fait avec le système féodal qui s'implante en Europe, impliquant un lien de vassalité entre le seigneur et son suzerain : c’est ainsi que Bohémond est fait sébaste en 1108 après la signature du traité de Déabolis.
3. La conception judéo-chrétienne d’un peuple choisi ayant pour mission de diffuser la vraie foi (ou orthodoxie) dans tout l’oikoumène. Dès lors, la méthode la plus efficace de rattacher ces peuples à l'empire est l’envoi de missionnaires, non seulement en Europe de l'Est, mais également en Asie et jusqu'en Extrême-Orient, où cette méthode a moins de succès.
Le pragmatisme byzantin qui permet d'évangéliser ces peuples et de célébrer la liturgie dans leur propre langue, alors que seul l'usage du grec, du latin et de l'hébreu est permis par les missionnaires francs, contribue pour beaucoup au succès de l'entreprise chez les Slaves.
L'œuvre des frères Cyrille et Méthode, en dépit de son échec initial en Moravie, est un élément déterminant dans la conversion de la Bulgarie, de la Russie et de la Serbie et de leur inclusion dans le Commonwealth byzantin par leur adhésion à la foi orthodoxe.
C'est ainsi qu'alors même que Constantinople est à toute extrémité, le patriarche Antoine rappelle au grand-prince russe Vasili dont les tendances autonomistes deviennent manifestes que de même qu’il n'existe dans le monde qu’une seule Église, il n'y a également qu'un seul empereur qui est celui de Constantinople et que si d'autres souverains se sont approprié ce titre, c'est uniquement par usurpation.

### Les méthodes de la diplomatie byzantine
Les méthodes pour parvenir à ces fins sont également de trois ordres :
(1) Financier. Devant toujours faire face aux menaces d’invasions venant du Sud et de l'Est (Persans, Arabes, Turcs), du Nord (Huns, Slaves, Bulgares, Pétchenègues) et même de l’'Ouest (Normands, Saint-Empire romain), les Byzantins considèrent toujours préférable d'utiliser la diplomatie à la guerre, considérée comme toujours plus ruineuse.

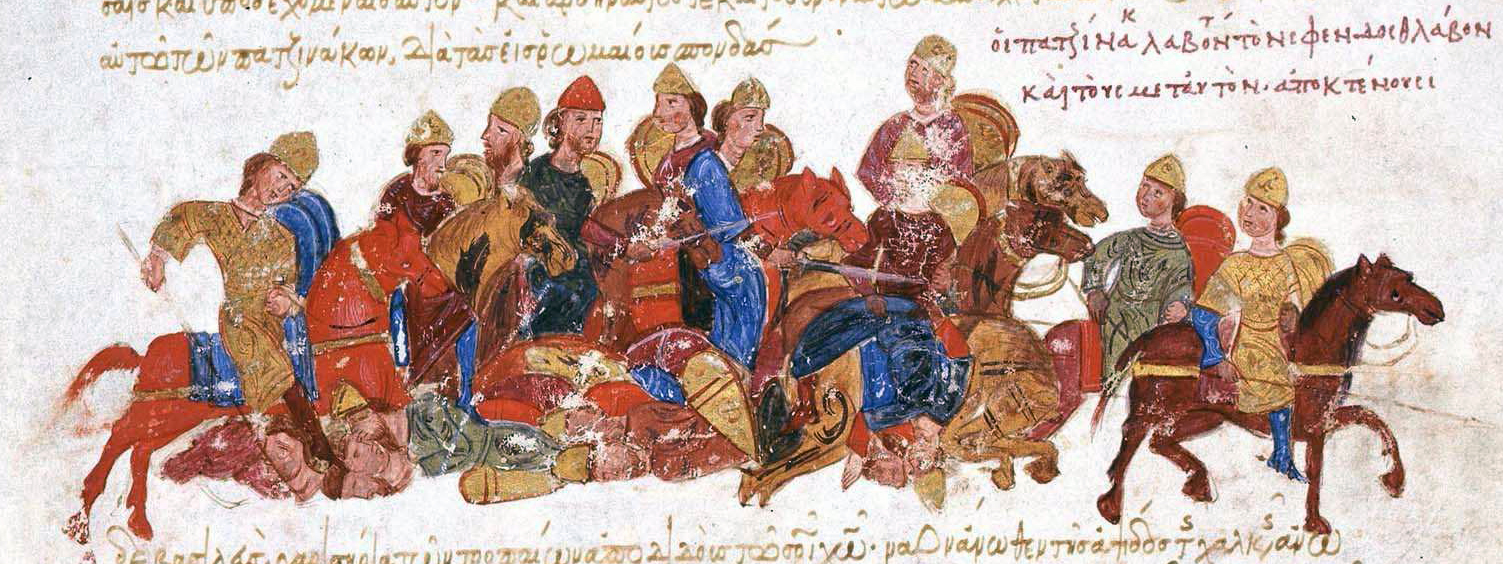
Poursuite des guerriers de Sviatoslav par l'armée petchenègue (Chronique de Jean Skylitzès).

Les empereurs n’hésitent jamais à verser des sommes considérables pour s'assurer de la loyauté des États satellites. Ainsi, Constantin Porphyrogénète s'adressant à son fils, écrit au sujet des Pétchenègues : « Je pense donc qu’il est toujours préférable pour l’empereur des Romains, d’être conduit à maintenir la paix avec le peuple des Petchenègues et à conclure des conventions et des traités d’amitié avec eux et de leur envoyer chaque année un apocrisiaire (ambassadeur) avec des présents dignes de ce peuple. De même, il lui recommande de ne pas lésiner sur les cadeaux afin d’utiliser les Pétchenègues contre les Russes et les Turcs.
Et même lorsque des sommes doivent être payées à la suite d'une défaite militaire, devenant ainsi un tribut payé à l’adversaire par Constantinople, celles-ci sent énoncées par la propagande impériale comme un dédommagement pour services rendus ou à rendre à l’Empire. Ainsi Justin II doit payer 80 000 pièces d’argent aux Avars, alors que sa femme Sophie verse 45 000 solidi à Chosroês Ier pour une trêve d’une année. Son successeur, Tibère II Constantin (r. 578-582) est forcé de payer 7 200 livres d’or annuellement pour le même privilège, qu’il trouve moins couteux qu'une longue guerre.
La soie constitue également un instrument diplomatique important. Par le traité de 924 conclu entre Siméon de Bulgarie et Romain Ier Lécapène (r. 920 - 944), les Byzantins s'engagent à donner tous les ans 1 000 tuniques de soie richement brodées à la cour du roi bulgare, en échange de quoi Siméon accepte de se retirer du territoire impérial.
(2) Culturel. Les Byzantins tentent d'associer les peuples « barbares » à l’Empire en flattant leur vanité par de riches présents et l’octroi de titres qui, tout en les associant à la hiérarchie impériale, sont accompagnés d'un salaire annuel viager appelé « roga », similaire à celui versé aux fonctionnaires byzantins.

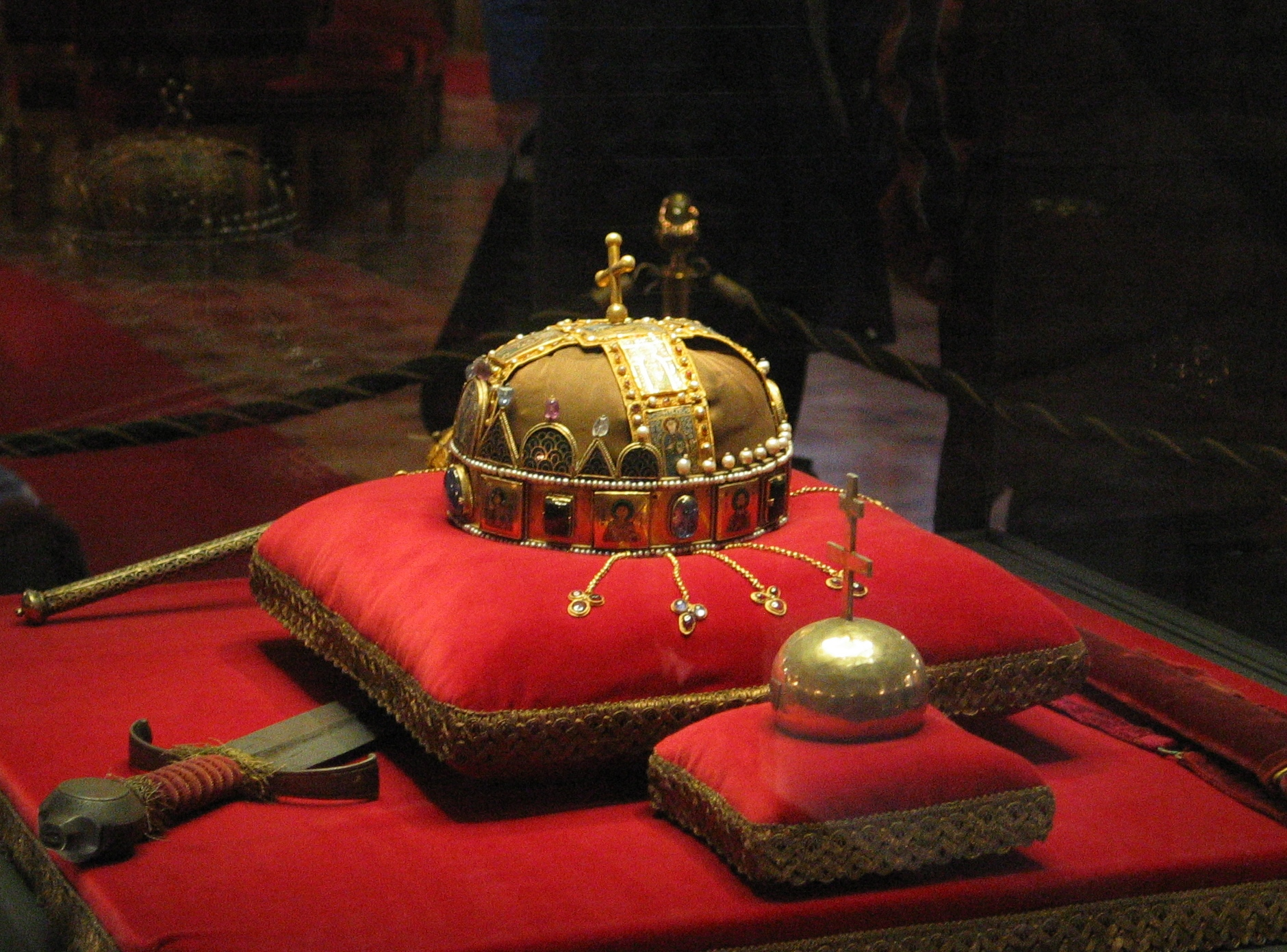
Le trésor de la couronne royale exposée sous la coupole du Parlement à Budapest.

Particulièrement significatif est l’envoi de couronnes à divers souverains étrangers lors de leur avènement. Loin d’être simplement un geste de bonne volonté, cet envoi (qui est du reste également le fait du pape ou d’autres souverains) implique la création d’un lien de dépendance au moins moral entre le donateur et le récipiendaire. Particulièrement illustre est la « Sainte Couronne de Hongrie » envoyée par Michel VII Doukas au roi Géza de Hongrie, lequel comme son prédécesseur André Ier fait preuve de grandes sympathies byzantines. Sur l’un des panneaux au-dessus du bandeau on peut voir, sur le devant le portrait du Christ avec les archanges Gabriel et Raphaël. À l'arrière au même niveau que le portrait du Christ (au-dessus du bandeau), le buste de l'empereur Michel VII portant la couronne impériale ; sous lui (sur le bandeau), le coempereur Constantin et un autre personnage désigné comme « Géza, roi fidèle de Hongrie (Krales Tourkias) ». Mais alors que les représentations de l'empereur et du coempereur portent un nimbe de sainteté et que leurs noms et titres sont inscrits en pourpre, couleur réservée à l’empereur, celui de Géza montre celui-ci le regard tourné vers le coempereur, portant des vêtements moins luxueux que les deux premiers  et son  titre est inscrit à l’encre bleue. On ne peut voir meilleure illustration de la théorie byzantine de la hiérarchie des États et nations, gravitant en heureuse harmonie autour du monarque et autocrate universel de Constantinople.
Longtemps, le mariage de princesses byzantines à des princes étrangers, surtout s'ils sont païens, est considéré comme une mésalliance. Constantin VII dans le De Administrando Imperio condamne cette pratique tout en reconnaissant que certains de ses prédécesseurs y ont recouru « pour le bien de l’État ». Même en 968, lorsque Liutprand de Crémone vient solliciter la main d’une princesse porphyrogénète pour le fils d’Otton Ier, on lui répond avec hauteur qu’ « il n’est pas dans l’ordre des choses que la fille née dans la pourpre d’un empereur né dans la pourpre devienne l’épouse d’un étranger".
Toutefois, cette tradition a déjà souffert plusieurs exceptions, la raison d'État s'inclinant devant les réalités géopolitiques : en 732 Léon III officialise son alliance avec les Khazars en mariant son fils Constantin avec Tzitzak, fille du khagan Bihar ; par la suite le mariage de la petite-fille de Romain Ier (r. 920-944) sert à consolider la paix avec ce pays.
Par la suite, et surtout avec l’avènement des Comnènes, on assiste à un renversement complet de la situation, et à l'adoption d’une politique matrimoniale visant à relier la cour de Byzance aux principales cours d’Europe. C'est ainsi qu'après la restauration de l’empire, Michel VIII (r. 1263-1282) conclut une alliance avec le Khan mongol à qui il donne deux de ses filles en mariage : Euphrosyne Paléologue qui épouse Nogai Khan de la Horde d'or et Maria Paléologue qui épouse Abaqa Khan de Perse.

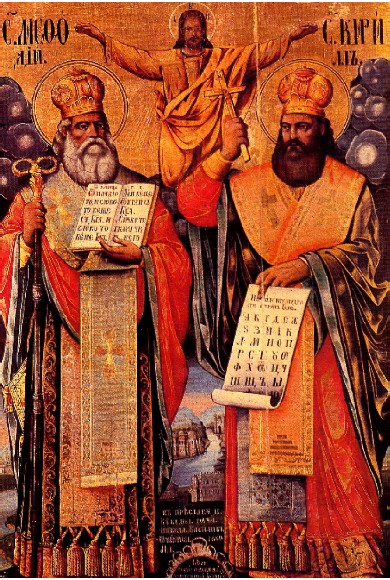
Les frères Cyrille et Méthode tenant un texte écrit en glagolitique.

(3) Religieux. La période de grande activité diplomatique qui commence avec le milieu du IXe siècle coïncide avec une époque de grande activité missionnaire. En faisant des leaders de ces peuples baptisés les « fils spirituels » de l’empereur, Byzance établit son influence culturelle auprès de ces élites, complétée par le travail de ses missionnaires auprès du peuple.
Déjà sous Justin Ier (r. 518-527), le roi des Lazi, peuple du Caucase, qui cherche la protection de l’empire adresse à l’empereur une lettre en ces termes : « Nous espérons que Tu feras de nous des chrétiens comme Toi-même, et nous serons sujets de l’empire des Romains ».
En 860, sous Michel III (r. 842-867), les frères Cyrille et Méthode sont envoyés en mission chez les Khazars, peuple des steppes établis au nord de la Mer Noire, et qui constituent une sérieuse menace pour l’empire : ils auraient fait de nombreuses conversions dans ce peuple converti au judaïsme au IXe siècle. Peu après leur retour, en 862, le prince Rastislav de Grande Moravie qui cherche à échapper à l’emprise germanique envoie une ambassade à Constantinople pour demander des clercs capables de christianiser ses sujets dans leur propre langue. Pour ce faire, les deux frères originaires de Thessalonique qui parlent déjà le slavon développent un alphabet, le glagolitique, permettant la mise par écrit de cette langue. Même si après leur mort le christianisme orthodoxe qu'ils y ont implanté tombe sous les coups du clergé germanique fidèle à Rome, les disciples qui les ont accompagnés  trouvent refuge en Bulgarie où le tsar Boris Ier (r. 852-889), en guerre avec Byzance, accepte de se convertir au christianisme oriental en 864, obtenant en contrepartie la paix et des concessions territoriales en Thrace. Suivant ce qui devient une tradition, l’empereur Michel III lui sert de parrain ; Boris prend le prénom de Michel, alors que sa femme reçoit celui de Maria.

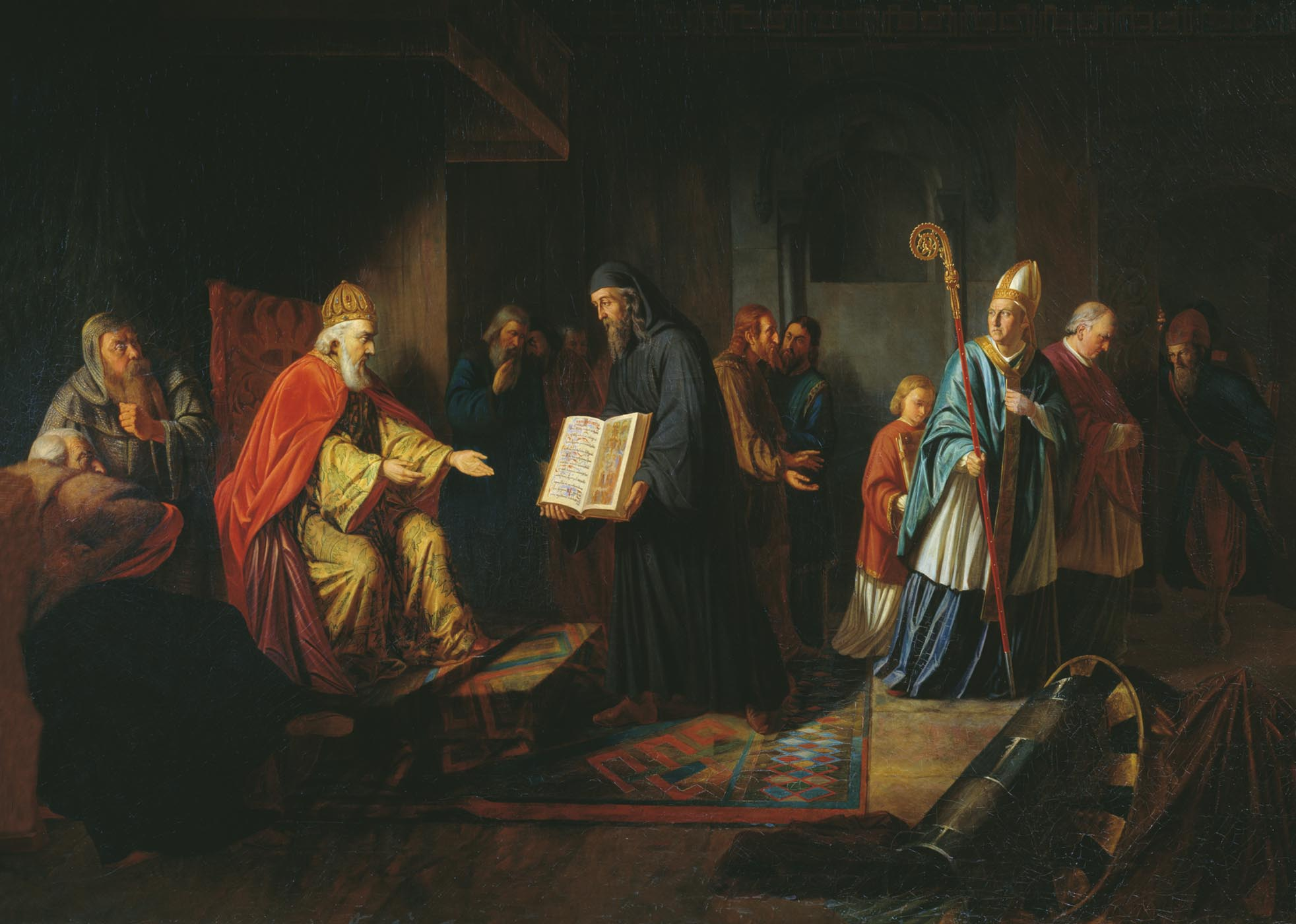
Vladimir écoutant les prêtres orthodoxes sous les yeux horrifiés du représentant pontifical. Toile de Ivan Eggink.

La conversion de la Russie suit le même schéma politico-religieux. Les premiers efforts de conversion sont probablement réalisés sous le patriarche Photius, qui, vers 867, informe les autres patriarches que les Bulgares ont accueilli le christianisme avec enthousiasme.
En 945 ou 957, selon les sources, la princesse régente Olga de Kiev qui s'est convertie et a pris le prénom d'Hélène (prénom de l'épouse de Constantin VII), vient en visite à Constantinople en compagnie d'un prêtre du nom de Grégoire. L’empereur lui fait une brillante réception au cours de laquelle elle est reçue à deux reprises par l'empereur et son épouse au cours de cérémonies destinées à montrer que la princesse elle-même, et par conséquent son pays, font maintenant partie des nations importantes de cette grande famille sur laquelle préside l’empereur.
Cette première conversion est suivie d’un retour du paganisme, et c'est seulement sous Vladimir Ier  qu'a lieu la conversion officielle du pays.
En 987, Bardas Phocas se révolte contre Basile II (r. 960-1025), qui demanda l'aide des Rus’. Vladimir accepte en échange d’une alliance matrimoniale. Il accepte en même temps de se convertir ainsi que son peuple au christianisme. Baptisé à Cherson ou à Kiev, Vladimir prend alors le nom chrétien de Basile en hommage à son beau-frère. La cérémonie du baptême est immédiatement suivie de celle du mariage, à la suite de quoi Vladimir envoie 6 000 Varègues au secours de Basile,.

## Rapport avec les États importants
Les Byzantins voient le monde comme un ensemble de cercles concentriques au centre duquel siège l’empereur. 
Sous lui viennent les princes et par conséquent les pays professant la véritable orthodoxie ; un peu plus loin, les princes qui pour des raisons historiques ou autres sont reliés à la maison impériale, même s’ils ne sont pas (encore) chrétiens, et plus tard au cours de l’histoire les princes chrétiens ne professant pas l’orthodoxie. 
Il en découle que la distinction entre politique intérieure et politique étrangère reste assez floue, tout comme du reste la notion de « frontière », laquelle, contrairement à la notion moderne qui en fait une ligne géographique précise, correspond plutôt aux territoires sur lesquels s'exerce effectivement l’autorité d’un prince. Les Byzantins utilisent les termes par lesquelles ils décrivent leur propre empire – basileia (empire), oikouménè (univers habité) et politeuma (gouvernement-communauté) indistinctement pour l’ensemble des nations sur lesquelles ils étendent ou prétendent étendre leur autorité.
D’où la nécessité de réconcilier la théorie et la pratique, cette qualité que les Byzantins qualifient d' « oekonomia », aptitude à adapter la vision du monde à la réalité quotidienne et qui contribue quelque peu à donner au qualificatif « byzantin » une notion péjorative, selon leur vision.
Même au XVe siècle, alors que les territoires byzantins sont réduits à la ville de Constantinople, ses environs immédiats et quelques territoires éparpillés en Europe, l’empereur prétend être le seul monarque ayant droit au titre de basileus (« Βασιλεὺς τῶν Ῥωμαίων : empereur des Romains »). Michel Ier Rangabe refuse de concéder ce titre à Charlemagne, lui donnant simplement le titre de « roi » dans sa translitération grecque. Même lorsque la nécessité oblige à concéder ce titre à un prince étranger, le titre est d'abord assorti de qualificatifs qui en restreignent la portée. Ainsi les empereurs du Saint-Empire sont appelés « basileus des Francs » ; même après la disparition de ces restrictions (Nicétas Choniatès donne à Roger de Sicile, Frédéric Barberousse et Henri VII le titre de basileis), le titre complet d' « Empereur des Romains » est réservé à l'empereur de Constantinople, l'Empereur en Occident reprenant la titulature de « Roi des Romains ».
Sous le règne de cet empereur, souverain du monde, les différents peuples et leurs princes sont classés dans une stricte hiérarchie protocolaire allant des plus puissants aux simples vassaux.

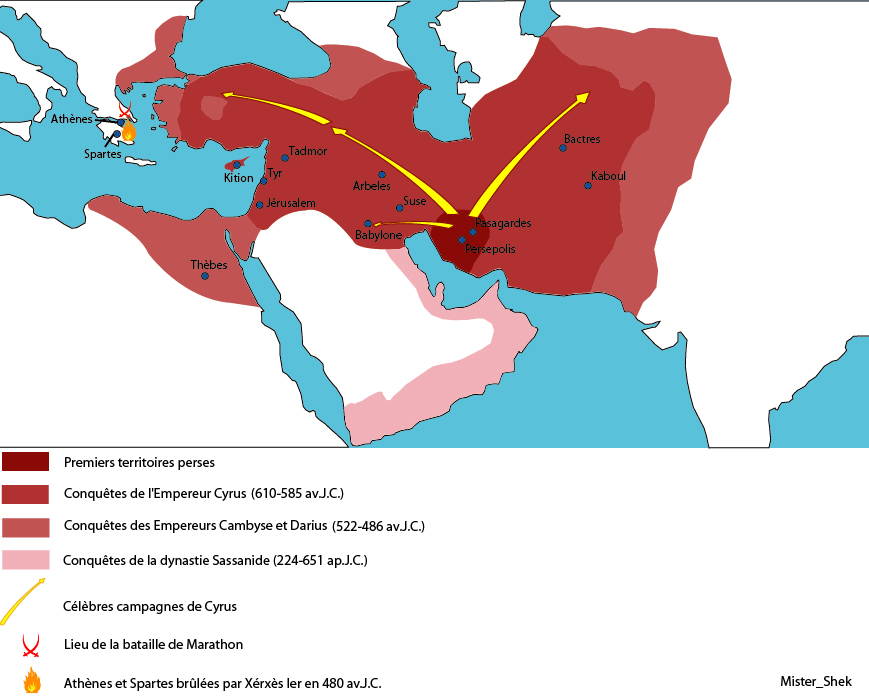
Évolution dans le temps de l’empire perse.

Le seul État avec lequel Byzance traite pratiquement d’égal à égal est la Perse. 
Depuis la restauration sassanide du IIIe siècle, les deux États se considèrent comme les seuls « civilisés » face aux peuples barbares, ce qui les conduit, en dépit de leurs luttes incessantes pour la possession des territoires à la frontière des deux empires, à collaborer pour faire face aux invasions des peuples venant d'Asie. Dans leur correspondance, les deux souverains se traitent de frères et l'empereur sassanide est le premier à se voir concéder le titre de basileus. Si bien que lorsque Chosroês II est détrôné, il peut trouver refuge auprès de l'empereur Maurice en 590 avant d’envahir l’empire en 604 pour venger la mort du même empereur assassiné par Phocas en 602,.
Après la conquête de l’empire sassanide par les Arabes, ceux-ci héritent des mêmes honneurs, même si les rapports avec les Arabes ne sont jamais aussi étroits, les deux empires n’ayant pas d’ennemis communs contre lesquels se défendre. D’après le Livre des Cérémonies de Constantin VII, le nom du calife précède celui de l'empereur dans la correspondance impériale, comme auparavant celui des Perses. Désigné comme διατάκτωρ (diataktōr – chef, modérateur), il a droit à trois épithètes d’honneur (μεγαλοπρεπέστατος, εύγενέστατος, περίϐλεπτος), et la lettre est scellée d'une bulle d'or valant quatre nomismata. Plus tard, les empereurs et les sultans mamlouks se traitent également de « frères »  et l'empereur reçoit le titre de « Majesté impériale », et le sultan celui de « Puissante Souveraineté ».
Viennent ensuite les Khazars dont les khans, alliés de l'empire depuis Héraclius et unis à la famille impériale par des alliances matrimoniales : une fille de Justinien II a  été fiancée en 705 à Tervel, le khan des Bulgares, alors que Constantin V a épousé en 732 la princesse khazare Tzitzak/Irène. Dans la correspondance, ceux-ci sont traités comme les princes chrétiens : invocation à la sainte Trinité en introduction, deux épithètes d’honneur (εύγενέστατος καί περιφανέστατος) et bulle d’or d’une valeur de trois nomismata.
Les princes chrétiens bénéficient d'honneurs similaires, mais sont traités de « frères spirituels » de l’empereur ; leur nom suit celui de l’empereur dans la correspondance officielle et le titre qui leur est accordé est celui de « roi » et non d' « empereur ». En représailles, les « empereurs » germaniques appellent le souverain de Constantinople l'« empereur des Grecs », ce qui constitue une injure, qui, ajoutée à d’autres, mène à l’échec de l'ambassade de Liutprand en 968 lorsqu'il se rend à Constantinople demander à l'Empereur Nicéphore II Phocas la main d'une princesse porphyrogénète pour le fils d'Otton Ier, le futur Otton II.

L’empire bulgare au temps de Siméon (893-927).

Situation similaire avec les Bulgares après leur conversion au christianisme. Élevé à Constantinople, Siméon (r. 893-927) qui rêve de s'emparer du trône de Constantinople s'intitule « empereur des Bulgares et des Romains ». Ceci conduit à une longue guerre à partir de 914 ; mais même si la Bulgarie semble près d'en arriver à ses fins, Constantinople traite toujours Siméon de « Notre cher fils spirituel, par la grâce de Dieu, archonte du peuple très chrétien des Bulgares ». C'est seulement en 927 que le gouvernement de Constantinople accepte de donner au fils et successeur de Siméon, Pierre, le titre de « basileus des Bulgares », mais en revanche l’empereur ajoute à son propre titre celui d'autocrate (Βασιλεὺς αὐτοκράτωρ τῶν Ῥωμαίων).
Les princes serbes adoptent ce titre d’« autocrate » sous Stefan Ier Nemanjić (grand-duc de Serbie : 1196 – 1217 ; autocrate de Serbie : 1217 – 1228). Toutefois, pour mettre fin à la longue guerre qui l'oppose à Byzance, Stefan II Uros (r. 1282 – 1321) accepte, après avoir épousé la fille d’Andronic II, le titre de sébastocrate qui en fait le vassal de l'empereur. Par la suite, Étienne Dušan (roi de Serbie de 1331 à 1346 ;  « empereur des Serbes et des Romains » de 1346 à 1355) revient à la politique de confrontation en prenant, à l'instar de Siméon de Bulgarie, le titre d' « empereur des Serbes et des Romains ».

## Le cas de la Russie et de la Hongrie

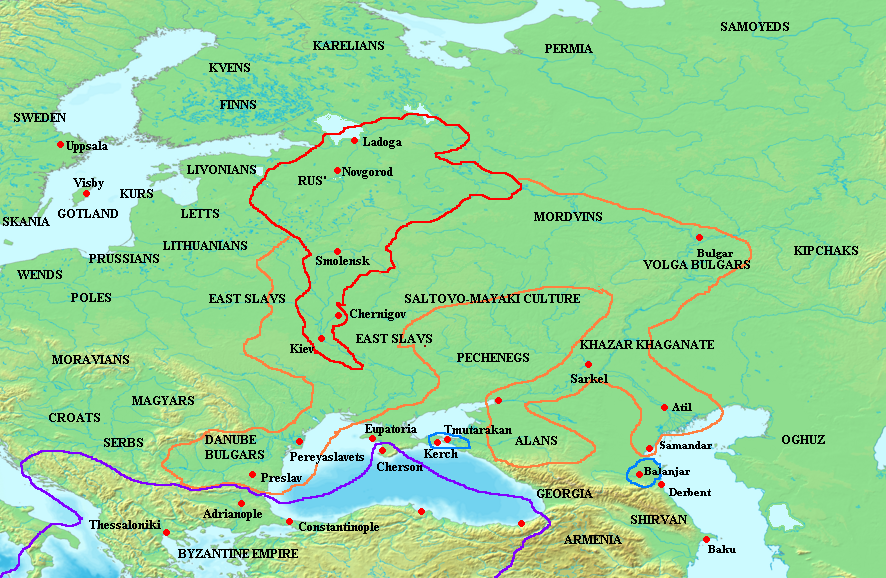
La Russie de Kiev au début du règne de Sviatoslav (en rouge), avec son aire d'influence en 972 (en orange).

Assez curieusement, et en dépit du fait que la Russie a été, tout au long de son histoire, l’un des plus fidèles défenseurs de l’orthodoxie, elle occupe dans la diplomatie byzantine un rang fort modeste.
Les relations entre les deux pays commencent mal : les Rus' attaquent Constantinople dès 860. 
Les hostilités reprennent entre 907 et 911, quand le prince Oleg conduit une expédition contre Byzance. 
Au terme du traité qui suit, les Rus' obtiennent le droit d'entrer dans l'armée « au moment où ils choisiront de venir, et en nombre qu’il leur plaira. ». 
Ce traité est renouvelé en 945 après une autre attaque des Rus' contre Constantinople sous la direction d’Igor.
Dans ce nouveau traité, l'empire et la principauté de Kiev sont déclarés alliés à perpétuité avec promesse de se prêter main-forte contre d'éventuelles puissances ennemies. 
En vertu de ce traité, des Varègues peuvent intégrer légalement l'armée byzantine. 
Ainsi devenus alliés et garants du maintien de la paix dans les steppes situées au nord du Pont-Euxin, les princes de la Russie de Kiev voient leur statut confirmé par la réception solennelle que l'empereur Constantin VII Porphyrogénète offre en 957, dans le Grand Palais de Constantinople, à la veuve du prince Igor, la princesse-régente Olga.
Sous le règne de Vladimir Ier (r. 980 - 1015), que s'opèrent la christianisation de la Russie de Kiev et son entrée dans la communauté des États chrétiens, donc dans l'oikoumène byzantine. 
Vladimir fait alors le voyage à Constantinople en 988, conditionnant son intervention contre l'usurpateur Bardas Sklèros à l'octroi de la main de la princesse Anne, sœur des empereurs byzantins Basile II et Constantin VIII. 
Après quoi, Vladimir Ier retourne sur ses terres où il convertit la principauté de Kiev au christianisme orthodoxe byzantin. 
Ce mariage entre une princesse impériale et un prince étranger, à l'époque rarissime, témoigne de l’impasse dans laquelle se trouve Basile. À partir de 989  et de la défaite de Bardas Phocas, les Varègues remplacent le régiment des Excubites comme garde personnelle de l’empereur et accompagnent celui-ci dans toutes ses campagnes jusqu'à ce que la garde soit annihilée à la bataille de Manzikert en 1071 et remplacée par des Anglo-saxons.
Mais en dépit du fait que la Russie de Kiev s'affirme progressivement comme État indépendant, transférant successivement sa capitale de Kiev à Vladimir, puis à Moscou, Byzance continue à adopter à son égard un ton paternaliste et le métropolite de Russie continue à être nommé par Constantinople. Aussi, les relations entre les deux empires passent par des hauts et des bas et en 1043 Iaroslav Ier (r. 1016 – 1018 ; 1019 - 1024 et 1024 -1054) envoie son fils unique Vladimir conduire une attaque contre Constantinople, qui tourne au désastre. Psellos considère cette attaque comme une rébellion (έπανάστασις), ce qui semble bien montrer que les Byzantins considèrent encore le nouvel État comme lui devant obéissance. Lors du schisme de 1054, la Russie demeure fidèle au rite byzantin, reflet de ses liens étroits avec Constantinople, qui domine encore la mer Noire et donc le commerce empruntant la route commerciale du Dniepr.

L’attitude paternaliste de Constantinople, alors que la puissance de l’Empire byzantin va en décroissant et celle de Moscou en s’affirmant, commence à agacer sérieusement les tsars russes, si bien que lorsque Manuel II demande l'aide de Moscou en 1398, celui-ci déjà pleinement occupé par des problèmes intérieurs répond par la négative, ce qui lui attire la réprimande du patriarche de Moscou, Antoine, mentionné plus haut. Les relations entre Moscou et le patriarcat de Constantinople se détériorent également lorsque le patriarche Isidore (métropolite de Moscou 1437 – 1441 ; métropolite de Kiev et toute la Russie 1437 - 1458), qui a accepté l'Union des Églises lors du concile de Ferrare-Florence en 1441, promulgue l'Union devant le Grand Prince de Moscou Basile II et sa cour. Quatre jours plus tard, Basile, craignant de perdre le contrôle de l'Église et désireux d'exclure les influences étrangères de son pays, fait arrêter Isidore lequel parvient à s’enfuir et à se réfugier à Rome. Il devient par la suite légat du pape Nicolas V à Constantinople (1452-1453).

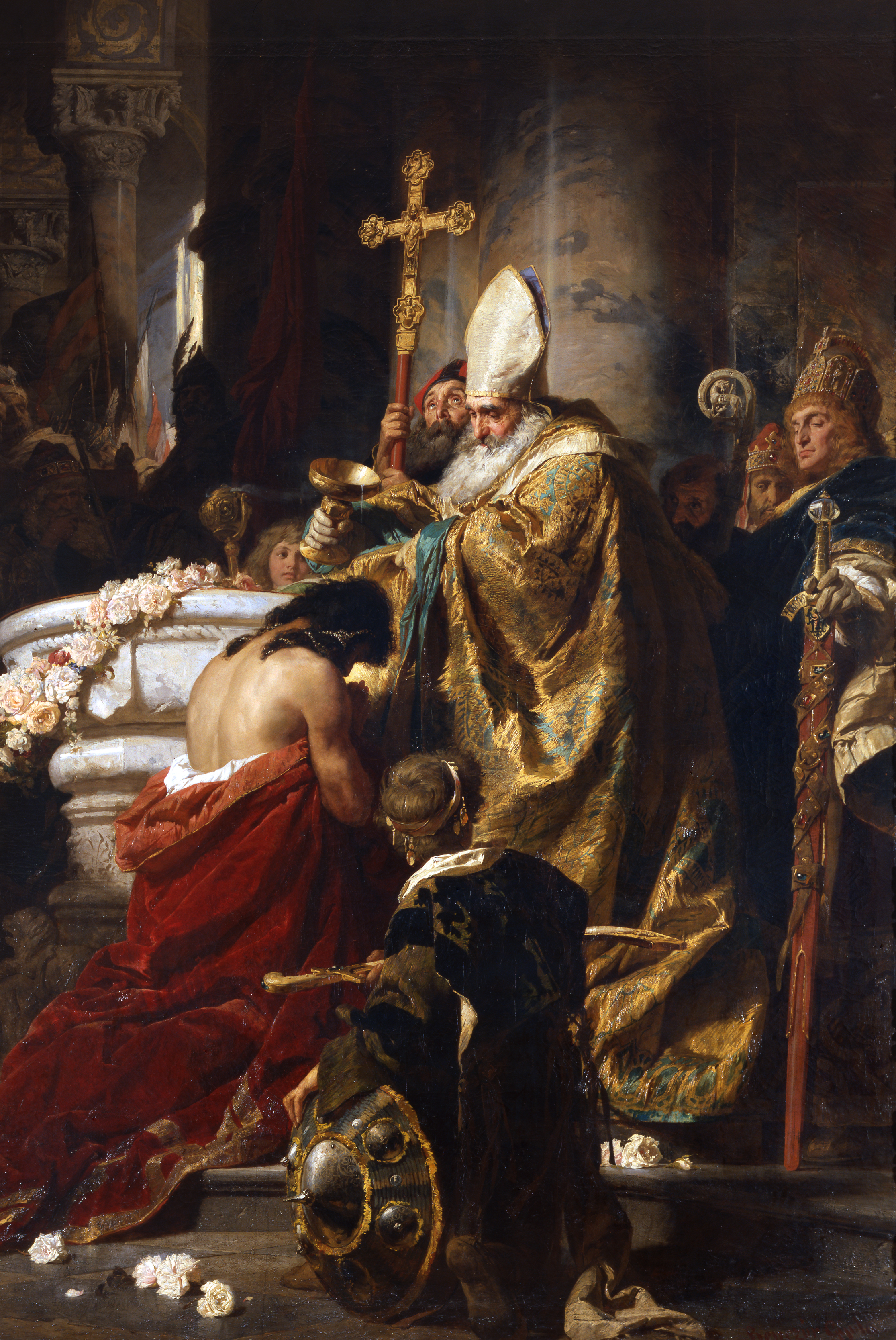
Le baptême du prince Vajk, futur Étienne Ier de Hongrie, par Gyula Benczúr.

Le cas de la Hongrie est sensiblement différent, le pays ayant au début de son histoire penché en faveur du catholicisme romain et échappant de ce fait au réseau d'États unis à l’empereur par leur foi orthodoxe.
L’installation des Magyars ou Hongrois dans le bassin des Carpates au cours du IXe siècle marque la fin des grandes migrations asiatiques vers cette région de l'Europe. En même temps, toutefois, elle coupe la culture byzantine diffusée par les frères Cyrille et Méthode de leur centre de rayonnement, Constantinople.
Entre 934 et 961, les Magyars ravagent la Thrace et la Macédoine, atteignant à deux reprises les murs de Constantinople. Une trêve est conclue pendant le court règne de Constantin VII, lorsque l'un des chefs de clan, Bulcsú (de), arrière-petit-fils du roi Árpád (r. 896-907) est invité à Constantinople, reçoit le baptême, l’empereur lui servant de parrain et repart, chargé de présents avec le titre de patricius. Cette conversion est toutefois être de courte durée. Sitôt de retour chez lui, il renonce à sa nouvelle foi orthodoxe, part en guerre contre l'empire et ravage une partie de l'Allemagne avant d’être capturé et exécuté à Ratisbonne,.
Un scénario semblable se déroule en 952 avec plus de succès, lors de la visite du prince Gyula qui reçoit également le baptême, le titre de patricius, mais repart avec un moine, Hyérotheus, qui devient « episkopos Turkias », nom que les Byzantins donnent alors aux Hongrois. Les premiers efforts de christianisation de la Hongrie sont donc le fait  de Byzance. Toutefois les territoires à l’ouest de la rivière Tisza demeurent la chasse gardée du clergé franc de Passau. En 970, un missionnaire franc baptise le prince Géza et son fils, futur saint Étienne (r. 1001-1038). Ce dernier fait pencher la balance en faveur de l'Occident et de la papauté, recevant la couronne royale du pape Sylvestre II en 1000. Les Byzantins répliquent en envoyant une première couronne, dite couronne de Constantin Monomaque au roi André Ier (r. 1046-1060), puis une deuxième, dite sainte Couronne de Hongrie, envoyée par Michel VII Doukas (r. 1071-1078) au roi Géza Ier (r. 1074-1077) à l’occasion de son avènement.
Même si la Hongrie se prononce en faveur de l'Occident, les relations continuent à être étroites entre les deux pays et Étienne conclut une entente avec Basile II contre la Bulgarie, aidant les Byzantins en 1004 à s’emparer de Skopje. Plusieurs des églises construites par ce roi sont nettement d’inspiration byzantine,.
Au cours du XIIe siècle les relations deviennent encore plus étroites par le mariage en 1104 de Piroska (qui prend à cette occasion le prénom d'Irène), fille du roi Ladislas Ier à Jean II Comnène (r. 1118-1143), fils de l’empereur Alexis. De leur union naissent huit enfants, dont le futur empereur Manuel Ier (r. 1143-1180). Bien qu'étroites, ces relations restent pour le moins chaotiques, le gouvernement byzantin ne cessant d’intervenir dans les affaires de la Hongrie et donnant refuge à des membres dissidents de la famille Árpád. La Hongrie pour sa part, désireuse de s'étendre vers l’Adriatique, conquiert au début du XIIe siècle la Croatie et la Dalmatie. Et si la Hongrie envoie à diverses reprises des troupes auxiliaires seconder celles de Byzance, Manuel n’envahit pas moins de dix fois la Hongrie au cours d’un règne de trente-sept ans. Manuel rêve en effet de réunifier l’empire de Justinien, se heurtant en cela au Saint-Empire de Frédéric Barberousse. La Hongrie, située entre les deux empires, peut servir de base à ce rêve de Manuel d'incorporer ce royaume dans son empire. Il y réussit presque, en 1167, lorsque, après une bataille près de Belgrade, la Hongrie doit céder des villes importantes à l’empire et reconnaitre la suzeraineté de Byzance, Manuel prenant par la suite le titre de « Oungrikos ».

Les armoiries de Hongrie incorporant la croix à double branche de l’empire byzantin.

Cette tension n'empêche toutefois pas le prince hongrois Béla III d'épouser en 1163 Marie, la fille de l’empereur, adoptant alors la foi orthodoxe et prenant le prénom de l'empereur Alexis, en contrepartie de quoi il reçoit le titre de « despote » et est fait héritier présomptif par l'empereur Manuel. Pourtant, lorsque l'empereur a un fils en 1169, Béla perd son titre d'héritier et doit retourner en Hongrie où il devient roi (r. 1172-1196). Avant de quitter la capitale, il jure fidélité à l’empereur et lors de la bataille de Myriokephalon où les Byzantins sont mis en déroute par les troupes seldjoukides, des troupes hongroises combattent aux côtés de celles de Constantinople.
Les plans d'union entre la Hongrie et l’empire resurgissent lorsqu'en 1182 Andronic Comnène s'empare du trône et fait périr la plupart des membres de la famille de Manuel. Allié aux Serbes, Béla prend les armes contre l'usurpateur et s'empare de Niš, Belgrade et Sofia. Parvenu en vue de Constantinople, il revendique alors le trône impérial conformément aux dispositions originelles de l’empereur Manuel et exigeant après la mort de sa femme, la main de la sœur de Manuel, Théodora. Encore une fois un évènement imprévu vient déjouer ses plans, et en 1185 Andronic est renversé lors d'une révolte populaire à la suite de laquelle Isaac II Ange est porté au trône. 
Se résignant à reconnaitre la réalité, il marie sa fille à l'empereur Isaac. Sous son règne, la monnaie byzantine a cours légal dans son royaume et la croix à double branche impériale est introduite dans les armoiries de Hongrie. 
Cependant la Hongrie glisse de plus en plus dans le camp occidental, et en 1186, Béla épouse Marguerite Capet, fille de Louis VII de France. La mort de Béla III en 1196 marque en quelque sorte la fin de la relation entre ce pays et l'empire byzantin, même si après la restauration de l’empire, Michel VIII fait alliance avec la Hongrie contre Charles d’Anjou par le mariage de son fils et héritier Andronic avec la fille du roi de Hongrie, Étienne V,.

## Rapport avec les autres États
Tous les autres peuples, regroupés sous le terme collectif de τά ӗθνη, Byzance cherche à s’en faire des alliés, pour la défense de son territoire, pour lui fournir des soldats pour son armée, ou pour développer son commerce extérieur. Ainsi, les chrysobulles spécifiant les obligations de chaque partie varient selon les circonstances et les buts recherchés. Un traité signé avec Kargouya, gouverneur d'Alep en 969, à la suite de sa capitulation, par exemple, spécifie les frontières de la principauté, la nomination de l'émir par le basileus lorsque le présent émir mourrait, le droit du suzerain de traverser la principauté aux frais des habitants, etc. Avec les républiques italiennes, ces traités prévoient des concessions tarifaires en matière de commerce sur le territoire de l'empire, l'établissement de quartiers réservés pour leurs citoyens et même la jouissance de leurs propres tribunaux sur ces territoires. Dans le cas des croisés, les textes sont établis selon le droit féodal d'Occident : aux termes du traité passé avec Bohémond, celui-ci se reconnait homme-lige de l'empereur, s'engageant à respecter les terres de l'empire, à ne rien entreprendre contre l’empereur et son fils, etc..
Ceci n'implique pas toujours la force ou la fin d'une guerre, pour les nombreux peuples qui aspirent à partager la richesse et la prospérité de la « Reine des villes », offrant en retour de devenir « les chiens de garde de l'empire ».
Trois périodes sont particulièrement actives dans la création d’une chaine d'États vassaux aux frontières de l'empire : celle de Justinien et de ses successeurs immédiats, celle des guerres mettant aux prises l'empire et les Arabes ou les Slaves, et celle des Comnènes.

## L’appareil diplomatique byzantin

### L’appareil bureaucratique à Constantinople
Reflétant cette conception monolithique de l’empire, il n'existe pas à Constantinople d'organisme s'occupant exclusivement des « affaires étrangères » (comme dans le monde contemporain).
Du Ve siècle au VIIIe siècle, les relations extérieures sont dirigées par le magister officiorum (à peu près questeur du palais sacré), haut fonctionnaire qui coiffe trois bureaux spécialisés dont le travail comprend indifféremment les affaires internes et étrangères : 
- le scrinium epistularum, responsable des lettres, édits ou rescrits impériaux,
- l’officium adminisionum qui organise les audiences impériales et est responsable du service des interprètes,
- le cursus publicus ou poste impériale (vehiculatio) qu'utilisent les agents envoyés en mission.

Après le VIIIe siècle le bureau du magister officorum est démembré et ses responsabilités partagées, avec la création du logothète du Drome, maitre du service des postes dirigeant l’envoi des ambassadeurs à l’étranger et responsable du corps des interprètes. La réception des ambassadeurs étrangers passe sous la responsabilité du maitre des cérémonies (ό έπί τής καταστάσεως), véritable chef du protocole, successeur du comes adminisionum.
À partir du IXe siècle, le logothète du drome cumule les fonctions de ce qui serait aujourd’hui le ministre de l’Intérieur, le ministre des Postes et le ministre des Affaires étrangères.
Dans chacun de ces bureaux, on recueille soigneusement les renseignements en provenance des ambassadeurs, des voyageurs, des marchands et des missionnaires, permettant de connaitre ces peuples, leurs forces et leurs faiblesses, les moyens à utiliser pour s'en faire des alliés en temps de guerre et les neutraliser en cas de guerre, quels présents sont les plus susceptibles de les amadouer et quelles relations politiques, militaires et économiques il convient d'établir avec eux. Le De Administrando de Constantin Porphyrogénète constitue un manuel sur la façon de traiter ces peuples avec des chapitres comme : « Les Pétchenègues : comment en paix ils peuvent être utiles à l’empereur des Romains » (chap. 1), « Comment envoyer des délégués impériaux de Kherson en pays petchenègue » (chap. 7), « Comment et par qui doit être faite la guerre contre les Khasars » (chap. 10), « Le thème de Lombardie, ses principautés et les princes » (chap. 27), « La généalogie du peuple turc (Hongrois) et d’où ils viennent » (chap. 38), etc.

### Les ambassades byzantines à l’étranger
Les diplomates de carrière n'existant pas encore à l’époque, les personnes envoyées en ambassade sont choisies principalement en fonction de la nature et du prestige que l'on veut donner à cette mission. Ainsi les ambassadeurs envoyés en Perse au VIe siècle appartiennent presque toujours aux plus hauts degrés de la hiérarchie (Préfet de la Ville, Magister militum, Comes Largitionum, etc.). Par contre, Constantin V envoie au pape et au roi lombard Astolphe seulement un silentiaire, dignitaire palatin subalterne, car sa mission consiste plus à transmettre un ordre qu'à négocier.
Mais quelle que soit la nature de la mission, le choix est fait soigneusement et l'ambassadeur retenu doit être « un homme honnête, pieux, incorruptible et disposé comme Régulus à se sacrifier pour la patrie. Ils emmènent avec eux une suite incluant des interprètes, des natifs de la région visitée lorsque celle-ci est peu connue et apportent dans leurs bagages des cadeaux choisis en fonction des goûts et aspirations des destinataires et destinés à impressionner ceux-ci par la richesse et la supériorité technique de Byzance (par exemple, l'orgue offert par une ambassade  envoyée par Constantin V auprès de Pépin le Bref en 757).
Ces ambassades peuvent avoir des objectifs très variés : signature d'un traité à caractère militaire, notification d’un évènement, négociation d'un traité commercial, et même mission de simple information répondant à des peuples lointains, mal connus, mais qui ont sollicité l'alliance de Byzance (ambassade de Justinien chez le Négus d'Éthiopie/Aksoum en 529).

### Les ambassades étrangères à Constantinople

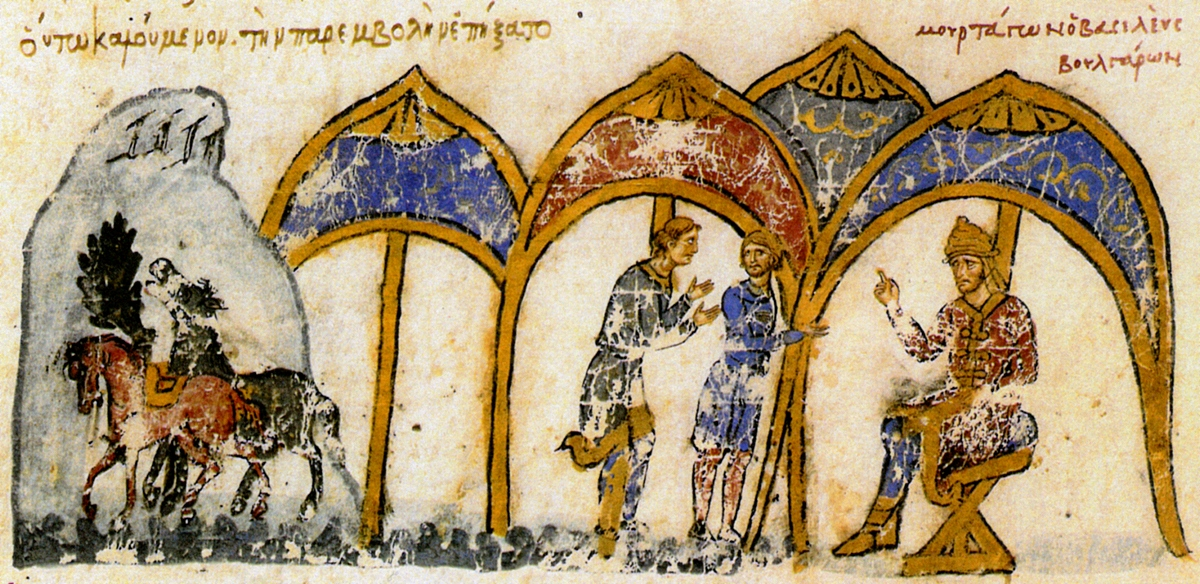
Délégation envoyée par le dirigeant bulgare Omourtag à l’empereur Michel II (Chronique de Jean Skylitzès), vers 820.

De la même façon, l'accueil des ambassades étrangères a pour but d’impressionner les ambassadeurs, de leur faire sentir la puissance et la richesse de Byzance, tout en évitant de laisser les envoyés surprendre des secrets d'État ou se livrer à de l'espionnage.
Accueillie officiellement dès qu'elle franchit la frontière, l'ambassade étrangère est prise en charge immédiatement par l'État byzantin et escortée jusqu'à Constantinople. Son séjour dans la capitale, qui dans certains cas peut durer plusieurs années, est organisé par le « bureau des barbares » (Ό βάρϐαρος), qui existe déjà au VIe siècle et qui se perpétue jusqu'au Xe siècle, sorte de service de renseignements sur les mœurs, habitudes, forces et faiblesses de chaque État.
Le moment le plus important de toute ambassade est celui de l'audience solennelle auprès de l’empereur. Le récit de Liutprand de Crémone envoyé par Béranger auprès de Constantin VII en 949 est resté célèbre. Émerveillé, l’ambassadeur décrit l'arbre de cuivre doré dans les branches duquel des oiseaux gazouillent, les lions d’or rugissant de part et d'autre du trône impérial, et la machinerie par laquelle le trône s'élève dans les airs pour disparaitre aux regards, puis redescend après que l'empereur a changé de vêtements.
Mais autant Constantinople peut réserver un accueil splendide aux ambassadeurs venant en amis, autant elle peut se révéler acrimonieuse lorsque les émissaires lui déplaisent. Liutprand lui-même en fait l’expérience lorsqu'il revient à Constantinople en 968 demander à l'empereur Nicéphore II Phocas la main d'une princesse porphyrogénète pour le fils d'Otton Ier. Non seulement cette requête parait d’une audace insolente, mais l'ambassadeur se montre tellement discourtois pendant son séjourqu'on lui fait subir mille avanies sur le chemin du retour.
En même temps, les escortes qu’on leur donne à partir de la frontière n'ont pas seulement pour but d’honorer les visiteurs, elles les empêchent d’observer de trop près ce que les Byzantins ne souhaitent pas qu'ils voient en chemin. À Constantinople même, ils logeent dans un palais où ils sont étroitement surveillés, et ils sont accompagnés dans tous leurs déplacements à travers la ville où les endroits qu'on choisit de leur montrer doivent les impressionner soit par la splendeur des édifices, soit par la puissance des armées, tout en leur cachant ce qui est considéré comme des secrets militaires, tel le feu grégeois, ce que recommande Constantin Porphyrogénète à son fils : « Tu dois par-dessus toutes choses porter tes soins et ton attention sur le feu grégeois […]; si on ose te le demander, comme on l'a fait souvent nous-même, tu dois repousser et rejeter cette prière en répondant que ce feu a été montré et révélé par un ange au grand et saint premier empereur, Constantin. »,.

## Succès et échecs de la diplomatie byzantine
Si l’on considère le nombre d’ennemis auxquels Byzance a dû faire face au cours des siècles sur l’ensemble de ses frontières, alors qu'elle ne possédait elle-même que des moyens militaires limités et a dû fréquemment recourir à des mercenaires étrangers, qui à une époque composent la majeure partie de son armée, on comprend qu’elle ait cherché par tous les moyens à éviter les conflits militaires qu’elle n’aurait pu que perdre à long terme. Sur ce plan, elle connait des succès remarquables. En tissant un réseau d’alliances avec les peuples qui l'entourent conformément à la vision qu’elle se fait de l’oikoumène, elle assure non seulement sa propre sécurité, mais elle exerce sur eux une influence civilisatrice qui dans bien des cas, comme chez ses voisins immédiats Serbes et Bulgares, ou plus lointains, Rus’, permet à ceux-ci de développer leur propre civilisation.
Cette politique comporte toutefois un danger inhérent : en faisant trop ouvertement sentir sa propre supériorité, en déployant trop ostentatoirement les signes de sa richesse, non seulement elle froisse au cours des siècles bon nombre de susceptibilités mais elle attise l’envie de ces mêmes peuples, qui, une fois qu'ils ont acquis un degré de civilisation et de capacité militaire égal ou supérieur au sien, cherchent à lui faire payer cher son orgueilleuse hauteur.

### Sources primaires
- Acta et diplomatica graecae medii aevi, (Colligés par Micklosich et Müller), VI vol. Vienne1860-1890.
- Anne Comnène. Alexiade. [en ligne] remacle.org
- Chronique de Nestor (ou Chronique des temps passés). D’après le manuscrit de Koenigsberg, texte établi par Louis Paris, Paris, Heidelhof et Campé, 1854 [en ligne] http://archive.wikiwix.com/cache/?url=https%3A%2F%2Fbooks.google.fr%2Fbooks%3Fid%3D0nJEAAAAIAAJ%26dq%3DLa%2520chronique%2520de%2520Nestor%26pg%3DPP11%23v%3Donepage%26q%26f%3Dfalse.
- Constantin Porphyrogénète. Le Livre des Cérémonies. Paris, Belles-Lettres, 1935, 1967.
- Grégoire de Tours. Histoire des Francs. Paris, Gallimard, 1990.  (ISBN 2-07-071793-3).
- Liutprand de Crémone. Relatio de Legatione Constantinopolitana, xv, ed. J. Bekker, Scriptores Rerum Germanicum in usum scholarum. Diverses éditions dont Hannover : Hahnsche Buchhandlung.
- Patrologia graeca. Textes rassemblés par Jean-Paul Migne. [en ligne] https://www.ellopos.net/elpenor/greek-texts/fathers/migne-patrologia-graeca-volumes.asp.
- Photius (patriarche de Constantinople). Laourdas, B. et L.G. Westerinck (éds.). Photii Patriarchae Constantinopolitani Epistulae et Amphilochia. Vol. I, Leipzig, 1983.
- Procope de Césarée. La Guerre contre les Vandales, Paris, Les Belles Lettres, coll. « La Roue à Livres », 1990  (ISBN 978-2-2513-3905-4).
- Psellos, Chronographie. Paris, Les Belles Lettres, 1967.
- Scylitzès, Jean. Synopsis Historiarum, Bonn, Bekker, 1839.

### Sources secondaires
- (en) Antonucci, Michael. “War by Other Means: The Legacy of Byzantium.” (dans) History Today 43.(2), février 1993.
- (fr)  Arrignon, Jean-Pierre Byzance, Économie et société VII e- XII e s., Paris, Ellipses, coll. « Le monde : une histoire », 2007  (ISBN 978-2-729-83012-0).
- (fr) Benda, Kálmán & alii. Mille ans d’histoire hongroise. Budapest, Éditions Corvina, 1986.
- (fr) Bréhier, Louis. Les Institutions byzantines. Paris, Albin Michel, coll. « L'évolution de l'humanité », 1970.
- (fr) Bréhier, Louis. Vie et mort de Byzance. Paris, Albin Michel, coll. « L’évolution de l’humanité », 1946 et 1969.
- (fr) Canal, Demis-Armand & Steven Runciman. Histoire des croisades [History of the Crusades], Éd. Dagorno, 1998.  (ISBN 2-910019-45-4).
- (fr) Cheynet, Jean-Claude. Le Monde byzantin, tome II : L'Empire byzantin (641-1204), PUF, coll. « Nouvelle Clio », 2007.  (ISBN 978-2-130-52007-8).
- (en) Chrysos, Evangelos. “Byzantine Diplomacy, A.D. 300–800: Means and End.” (dans) Jonathan Shepard, Simon Franklin: Byzantine Diplomacy: Papers from the Twenty-Fourth Spring Symposium of Byzantine Studies, Cambridge, March 1990 (Society for the Promotion of Byzantine Studies). Aldershot, Hampshire: Variorum, 1992  (ISBN 0-86078-338-3).
- (fr) Diehl, Charles. Byzance, Grandeur et décadence. Paris, Flammarion, 1920. Réédité sans date: Nabu Public Domain Reprint.  (ISBN 978-1-174-81720-5).
- (de) Dölger, Franz (ed.). Regesten der Kaiserurkunden des oströmischen Reiches von 565–1453. 1. Teil: Regesten von 565–1025. München/Berlin 1924.
- (fr) Ducellier, Alain (dir.), Byzance et le monde orthodoxe, Paris, Armand Colin, "U", 2e édition, 1996.  (ISBN 2200346999).
- (fr) Ducellier, Alain. Les Byzantins, Paris, Le Seuil, collection « Points histoire », 1963.  (ISBN 2020099195).
- (fr) Ducellier, Alain et Michel Kaplan. Byzance IVe siècle-XVe siècle, Paris, Hachette Supérieur, coll. « Les Fondamentaux / Histoire », 2004  (ISBN 2011455774).
- (en) Haldon, John F. Warfare, state and society in the Byzantine world, 565-1204, Routledge, 1999  (ISBN 1-85728-494-1).
- (fr) Heller, Michel. Histoire de la Russie et de son empire. Paris, Plon (1997) et Flammarion (1999).  (ISBN 978-2-0812-3533-5).
- (en) Herrin, Judith. Byzantium, The Surprising Life of a Medieval Empire. Princeton, Princeton University Press, 2007.  (ISBN 978-0-691-14369-9).
- (en) Laiou, Angeliki E. “Writing the Economic History of Byzantium” (dans) The Economic History of Byzantium (Volume 1). Dumbarton Oaks, 2002.
- (fr) Laurent, Joseph. Byzance et les Turcs seldjoukides dans l’Asie occidentale jusqu’en 1081. Nancy, 1919.
- (en) Lee, A.D. Information and Frontiers: Roman Foreign Relations in Late Antiquity. Cambridge 1993.  (ISBN 978-0-521-02825-7).
- (fr) Mìrčuk, Ìvan. L'Ukraine dans le cadre de l'Est européen, Éditions Nauwelaerts, 1957.
- (en) Neumann, Iver B. "Sublime Diplomacy: Byzantine, Early Modern, Contemporary" (PDF). Millennium: Journal of International Studies. Netherlands Institute of International Relations 'Clingendael'. 34 (3), 2004. pp. 865–888 [en ligne] http://journals.sagepub.com/doi/10.1177/03058298060340030201.
- (en) Norwich, John Julius. Byzantium, the Early Centuries. New York, Alfred A. Knopf, 1989.  (ISBN 0-394-53778-5).
- (en) Dimitri Obolensky, Byzantium and the Slavs, Crestwood, St. Vladimir’s Seminary Press, 1994, 323 p. (ISBN 978-0-88141-008-2), « 1. The Principles and Methods of Byzantine Diplomacy ».
- (en) Obolensky, Dimitri. The Byzantine Commonwealth, Eastern Europe 500-1453. London, Phoenix Press, 1971.  (ISBN 978-1-842-12019-4).
- (fr) Ostrogorsky, Georges (trad. J. Gouillard). Histoire de l’État byzantin, Payot, 1983.  (ISBN 2228070610).
- (en) Shepard, Jonathan & Simon Franklin (ed.). Byzantine Diplomacy. Papers from the twenty-Fourth Spring Symposium of Byzantine Studies (March 1990). Cambridge, Society for the Promotion of Byzantine Studies. Aldershot, Hampshire: Variorum, 1992.
- (en) Sicker, Martin. The Islamic World in Ascendancy: From the Arab Conquests to the Siege of Vienna. Greenwood Publishing Group, 2000.  (ISBN 0-275-96892-8).